# Triodus
Triodus es un género extinto de elasmobranquios del orden Xenacanthiformes que vivieron entre los periodos Carbonífero al Triásico. Eran tiburones de agua dulce y sus fósiles han sido hallados en la Formación Chinle y la Caliza Black Prince de Arizona, el Miembro Bosque Petrificado de Nuevo México y la Formación Tecovas de Texas, en Estados Unidos. En 2017, se describió a una nueva especie, Triodus richterae en la Formación Rio do Rasto en Brasil.

## Especies

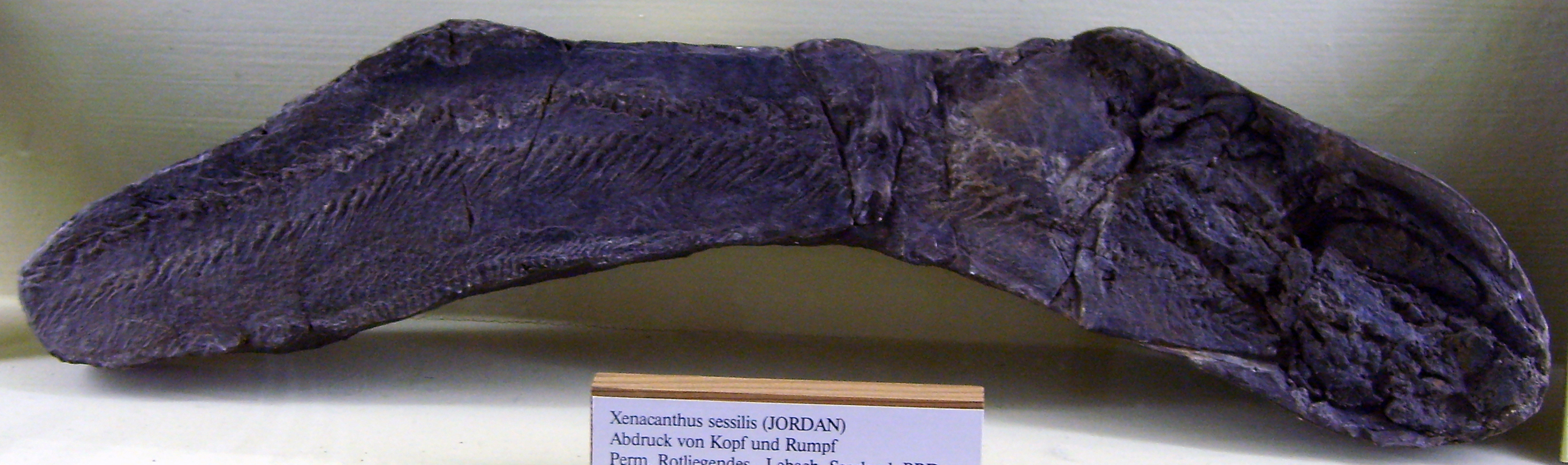
Impresión de la cabeza y el cuerpo de Triodus sessilis en el Museo für Naturkunde, Berlín.

Se conocen 3 especie des Triodus:
- Triodus sessilis
- Triodus serratus
- Triodus richterae